# Championnats d'Asie d'athlétisme en salle 2018
 (décembre 2021).
Si vous disposez d'ouvrages ou d'articles de référence ou si vous connaissez des sites web de qualité traitant du thème abordé ici, merci de compléter l'article en donnant les références utiles à sa vérifiabilité et en les liant à la section « Notes et références ».
Navigation
Doha 2016 Astana 2023
Les 8es Championnats d'Asie d'athlétisme en salle se déroulent du 1er au 3 février 2018 à Téhéran, en Iran sous l'égide de l'Association asiatique d'athlétisme.

## Résultats

### Hommes
| 60 m | Hassan Taftian 6 s 51 (CR, NR)                                                                   | Tosin Ogunode 6 s 63                                                                     | Elakkiya Dasan Kannadasan 6 s 67                           |
| 400 m | Abdalelah Haroun 46 s 37                                                                         | Yousef Karam 46 s 66 (NR)                                                                | Mohamed Nasir Abbas 46 s 76                                |
| 800 m | Abubaker Haydar Abdalla 1 min 51 s 98                                                            | Pejman Yarvali 1 min 52 s 80                                                             | Ebrahim Alzofairi 1 min 52 s 97                            |
| 1 500 m | Amir Moradi 3 min 53 s 78                                                                        | Yaser Salem Bagharab 3 min 53 s 92                                                       | Moslem Niadoust 3 min 53 s 99                              |
| 3 000 m | Hossein Keihani 8 min 37 s 68                                                                    | Yaser Salem Bagharab 8 min 38 s 02                                                       | Homayoon Hammati 8 min 38 s 97                             |
| 60 m haies | Abdulaziz al-Mandeel 7 s 71                                                                      | Ceng Jianhang 7 s 74                                                                     | Hideki Ōmuro 7 s 81                                        |
| 4 × 400 m | Qatar (Abdalelah Haroun, Abderrahaman Samba, Mohamed El Nour, Mohamed Nasir Abbas) 3 min 10 s 08 | Kazakhstan (Andrey Sokolov, Sergey Zaykov, Dmitriy Koblov, Mikhail Litvin) 3 min 11 s 68 | Iran (Kashef-Hashemi, Rahimi, Khadivar) 3 min 11 s 74 (NR) |
| Saut en hauteur | Mutaz Essa Barshim 2,38 m                                                                        | Keyvan Ghanbarzadeh 2,15 m                                                               | Mohamat Allamine Hamdi 2,15 m                              |
| Saut à la perche | Nikita Filippov 5,20 m                                                                           | Mohammad Baniadam 5,20 m                                                                 | Ali Alsobaghah 5,00 m                                      |
| Saut en longueur | Shi Yuhao 8,16 m                                                                                 | Lin Hung-Min 7,72 m                                                                      | Janaka Prasad Wimalasiri 7,67 m                            |
| Triple saut | Khaled Saeed al-Subaie 16,26 m                                                                   | Kamalraj Kanakaraj 16,23 m                                                               | Vahid Seddigh 15,96 m                                      |
| Lancer du poids | Ali Samari 19,42 m (PB)                                                                          | Toor Taijinder Pal Singh 19,18 m                                                         | Wu Zhiqiang 18,81 m                                        |
| Heptathlon | Majed al-Zaid 5 228 points                                                                       | Milad Miri 4 842 pts                                                                     | Ali Mohebbi 4 728 pts                                      |
| Records et Performances - AR : Record continental (area record) - CR : Record des championnats (championship record) - MR : Record du meeting (meet record) - NR : Record national (national record) - OR : Record olympique (olympic record) - PR : Record paralympique (paralympic record) - PB : Record personnel (personal best) - SB : Meilleure performance personnelle de la saison (season's best) - WL : Meilleure performance mondiale de l'année (world leader) - WJR : Record du monde junior (world junior record) - WR : Record du monde (world record) Circonstances et Conditions - DNF : N'a pas terminé (did not finish) - DNS : N'a pas pris le départ (did not start) - DQ : Disqualification (disqualification) - NM : Aucun essai valable enregistré (No Mark) - Q : Qualifié « directement » au prochain tour (ou à la prochaine compétition), lors d'une compétition majeure, grâce au classement ou à la réalisation des minima (automatic qualifier) - q : Qualifié au prochain tour (ou à la prochaine compétition), lors d'une compétition majeure, grâce au repêchage ou à la réalisation de l'une des meilleures performances parmi celles des « non qualifiés directement » (grâce au meilleur temps ou à la meilleure distance par exemple) (secondary qualifier) |                                                                                                  |                                                                                          |                                                            |

### Femmes
| 60 m | Liang Xiaojing 7 s 20 (CR)         | Viktoriya Zyabkina 7 s 39        | Farzaneh Fasihi 7 s 44                  |
| 400 m | Svetlana Golendova 53 s 28         | Elina Mikhina 53 s 49            | Upamalika Walawwe 54 s 90               |
| 800 m | Wang Chunyu 2 min 9 s 30           | Hu Zhiying 2 min 10 s 81         | Nimali Liyanarachchi 2 min 10 s 83      |
| 1 500 m | Gayanthika Abeyratne 4 min 26 s 83 | Tatyana Neroznak 4 min 28 s 20   | Thi Oanh Nguyen 4 min 28 s 87           |
| 3 000 m | Tatyana Neroznak 9 min 33 s 65     | Gulshanoi Satarova 9 min 48 s 03 | Thi Oanh Nguyen 9 min 48 s 48           |
| 60 m haies | Aigerim Shynazbekova 8 s 32        | Elnaz Kompani 8 s 46 (NR)        | Sara Nadafi 8 s 87                      |
| 4 × 400 m | Kazakhstan                         | Iran                             | Turkménistan                            |
| Saut en hauteur | Nadiya Dusanova 1,87 m             | Sepideh Tavakoli 1,80 m (=NR)    | Nadezhda Dubovitskaya 1,80 m            |
| Saut à la perche | Anastasya Ermakova 3,70 m          | Mahsa Mirzatabibi 3,50 m         | Sara Karimi Niloofar Fashkhorani 2,40 m |
| Saut en longueur | Bùi Thị Thu Thảo 6,20 m            | Nayana James 6,08 m              | Neena Varakil 6,06 m                    |
| Triple saut | Irina Ektova 13,79 m               | Sheena Nellickal 13,37 m         | Bùi Thị Thu Thảo 13,22 m                |
| Lancer du poids | Elena Smolyanova 15,54 m           | Maryam Nouroozi 12,47 m          | Sana Dadres 11,46 m                     |
| Pentathlon | Sepideh Tavakoli 4 038 pts         | Aleksandra Yurkevskaya 3 858 pts | Irina Velihanova 3 730 pts              |
| Records et Performances - AR : Record continental (area record) - CR : Record des championnats (championship record) - MR : Record du meeting (meet record) - NR : Record national (national record) - OR : Record olympique (olympic record) - PR : Record paralympique (paralympic record) - PB : Record personnel (personal best) - SB : Meilleure performance personnelle de la saison (season's best) - WL : Meilleure performance mondiale de l'année (world leader) - WJR : Record du monde junior (world junior record) - WR : Record du monde (world record) Circonstances et Conditions - DNF : N'a pas terminé (did not finish) - DNS : N'a pas pris le départ (did not start) - DQ : Disqualification (disqualification) - NM : Aucun essai valable enregistré (No Mark) - Q : Qualifié « directement » au prochain tour (ou à la prochaine compétition), lors d'une compétition majeure, grâce au classement ou à la réalisation des minima (automatic qualifier) - q : Qualifié au prochain tour (ou à la prochaine compétition), lors d'une compétition majeure, grâce au repêchage ou à la réalisation de l'une des meilleures performances parmi celles des « non qualifiés directement » (grâce au meilleur temps ou à la meilleure distance par exemple) (secondary qualifier) |                                    |                                  |                                         |